# ルネッサンス (ルネッサンスのアルバム)
『ルネッサンス』（Renaissance）は、イギリスのプログレッシブ・ロック・バンド、ルネッサンスが1969年に発表した初のスタジオ・アルバム。

## 解説
元ヤードバーズのキース・レルフとジム・マッカーティは、1968年に「トゥゲザー」というデュオを結成し、やはりヤードバーズのメンバーであったポール・サミュエル＝スミスを共同プロデューサーに迎えて、フォーク色の強いシングル「Henry's Coming Home / Love Mum And Dad」を発表した。その後、キースの妹で歌手としてはまだ素人だったジェーン・レルフ、元ナッシュビル・ティーンズのジョン・ホウケン、既にジェームス・テイラーのアルバムに参加していたルイス・セナモが加わり、ルネッサンスが結成された。
Bruce Ederはオールミュージックにおいて5点満点中3点を付け「ボーカリストのジェーン・レルフは印象的な個性の持ち主で、クラシックに影響を受けた音作りは、当時としては独特であった」と評している。また、Richie Unterbergerは本作の再発CDのライナーノーツにおいて、本作の音楽性を「ホウケンはデビュー作におけるクラシック色に最も大きな役割を果たした奏者で、ピアノだけでなくハープシコードも弾いている」「ブルースをルーツとしていたヤードバーズの痕跡もわずかに残っているが、『ルネッサンス』の核となっているのは、クラシック的なメロディと印象主義の歌詞である」と説明している。

## 収録曲
特記なき楽曲はキース・レルフとジム・マッカーティの共作。
1. キングズ&クイーンズ "Kings and Queens" – 10:59
2. イノセンス "Innocence" – 7:10
3. アイランド "Island" – 6:01
4. ワンダラー "Wanderer" (John Hawken, Jim McCarty) – 4:05
5. ブレット "Bullet" – 11:27

### CDボーナス・トラック
1. アイランド（シングル・ヴァージョン） "Island (Single Version)" – 3:36
2. 海 "The Sea" – 3:05

## 参加ミュージシャン
- ジェーン・レルフ - ボーカル、パーカッション
- キース・レルフ - エレクトリック・ギター、ボーカル、ハーモニカ
- ジョン・ホウケン - ピアノ、ハープシコード
- ルイス・セナモ - エレクトリックベース
- ジム・マッカーティ - ドラムス、ボーカル